# La Grosse Affaire
Pour plus de détails, voir Fiche technique et Distribution.
La Grosse Affaire (Colpo grosso... grossissimo... anzi probabile) est une comédie policière italienne réalisée par Tonino Ricci et sortie en 1972.

## Synopsis
Trois voleurs maladroits (Calogero Locascio, Antonio Lavacca et le « Monsignore ») planifient un vol contre les Grandi Magazzini Romani. Ils appellent un cambrioleur français habile pour les aider, Pierre Le Compte, mais ils s'aperçoivent que la réputation de ce dernier semble être surfaite. Il arrive avec son amoureuse Jacqueline. La jeune fille fait la connaissance de Sandro Menegatti. Celui-ci deviendra président de la société Grandi Magazzini après son apprentissage, mais ni la jeune fille ni ses amis ne se doutent de son identité. Sandro étonne Jacqueline en lui démontrant sa parfaite connaissance des Grandi Magazzini et la facilité avec laquelle on peut y accéder. Sur demande, le jeune homme - également pour faire plaisir à Jaqueline, dont il est amoureux - accepte de participer au braquage. Le casse réussit, mais le coffre est vide : Sandro avait préalablement retiré l'argent. Sandro et Jacqueline partent ensuite aux Bahamas, tandis que les trois Romains sont engagés, avec des tâches modestes, dans le Grandi Magazzini et que le Français retourne dans son pays en faisant de l'auto-stop. 

## Fiche technique
- Titre français : La Grosse Affaire[1]
- Titre original : Colpo grosso... grossissimo... anzi probabile[2]
- Réalisation : Tonino Ricci
- Scenario :	Marcello Ciorciolini, José María Forqué, Tonino Ricci
- Photographie :	Cecilio Paniagua
- Montage : Antonietta Zita (it)
- Musique : Luciano Simoncini
- Décors : Stefano Bulgarelli, Josè Manuel Dorado
- Costumes : Anna Maria Albertelli
- Maquillage : Piero Mecacci
- Société de production : Arvo Film, Producciones Cinematográficas Orfeo
- Pays de production :  Italie
- Langue originale : Italien
- Format : Couleurs par Eastmancolor - 35 mm
- Durée : 93 minutes
- Genre : Comédie policière
- Dates de sortie :
  - Italie : 31 mars 1972
  - Espagne : 29 janvier 1973
  - France : 18 décembre 1974[1]

## Distribution
- Terry-Thomas : Pierre Le Compte
- Luciana Paluzzi : Jacqueline
- Nino Castelnuovo : Sandro Melegatti
- Umberto D'Orsi : Monseigneur
- José Luis López Vázquez : Calogero Locascio
- Rosalba Neri : Madeleine, épouse de Pierre
- Juanjo Menéndez : Antonio Lavacca
- Edda Di Benedetto : Valentina
- Linda Sini : la mère de Sandro
- Anita Durante : mère du monseigneur
- Stefano Oppedisano :
- Liana Del Balzo : comtesse
- Luigi Antonio Guerra : policier
- Fulvio Mingozzi : commissaire à Paris
- Mario Della Vigna :
- Giancarlo Badessi : homme volé par Le Compte